# Corynoppia andulau
Corynoppia andulau är en kvalsterart som beskrevs av Sandór Mahunka 200. Corynoppia andulau ingår i släktet Corynoppia och familjen Oppiidae. Inga underarter finns listade i Catalogue of Life.